# Navarrés
Navarrés – gmina w Hiszpanii, w prowincji Walencja, we wspólnocie autonomicznej Walencja, o powierzchni 47,04 km². W 2011 roku liczyła 3354 mieszkańców.